# Anastasija Ermakova
Anastasija Nikolaevna Ermakova (in russo Анастасия Николаевна Ермакова?; Mosca, 8 aprile 1983) è una sincronetta e allenatrice di nuoto sincronizzato russa quattro volte medaglia d'oro alle Olimpiadi.
Dal 2011 allena la squadra di nuoto sincronizzato della Rari Nantes Savona, oltre a collaborare anche con il commissario tecnico della nazionale italiana Patrizia Giallombardo.

## Carriera
Il suo primo successo internazionale arrivò con la medaglia d'oro conquistata nel concorso a squadre durante i campionati europei di nuoto del 2000. L'anno dopo debuttò anche ai campionati mondiali vincendo nuovamente un oro nel concorso a squadre e ottenendo un argento nel duo. Ha partecipato a due edizioni dei Giochi olimpici, Atene 2004 e Pechino 2008, vincendo in entrambe le edizioni la medaglia d'oro nel duo e nella gara a squadre. Dal 2003 al 2007 vinse per tre volte consecutive l'oro nel duo ai campionati mondiali.
Anastasija Ermakova terminò la sua carriera agonistica dopo l'ultimo trionfo ottenuto nel combinato agli europei di Budapest 2010.
Nel 2015 è diventata una dei Membri dell'International Swimming Hall of Fame.

## Palmarès
In carriera ha ottenuto i seguenti risultati:
Giochi olimpici
Coppie
- Oro a Atene 2004
- Oro a Pechino 2008

A squadre
- Oro a Atene 2004
- Oro a Pechino 2008

Mondiali di nuoto
Individuale
- Argento a Barcellona 2003

Coppie
- Argento a Fukuoka 2001
- Oro a Barcellona 2003
- Oro a Montreal 2005
- Oro nel tecnico a Melbourne 2007
- Oro nel libero a Melbourne 2007

A squadre
- Oro a Fukuoka 2001
- Oro a Barcellona 2003
- Oro a Montreal 2005
- Oro nel combinato a Montreal 2005
- Oro a Melbourne 2007
- Oro nel combinato a Melbourne 2007

Europei di nuoto
Coppie
- Oro a Berlino 2002
- Oro a Madrid 2004
- Oro a Budapest 2006

A squadre
- Oro a Helsinki 2000
- Oro a Berlino 2002
- Oro a Madrid 2004
- Oro nel combinato a Budapest 2006
- Oro nel combinato a Budapest 2010

## Riconoscimenti
- LEN Award: 2008